# 고칼슘혈증
고칼슘혈증(문화어: 고칼시움혈증, 高-血症, Hypercalcemia)은 혈청에 칼슘(Ca2+) 수준이 높은 증상을 말한다. 정상 수준은 2.1–2.6 mmol/L (8.8–10.7 mg/dL, 4.3–5.2 mEq/L)이며 2.6 mmol/L를 초과하면 고칼슘혈증으로 정의한다. 고칼슘혈증이 천천히 발전하는 환자의 경우 증상이 없는 것이 일반적이다 빠르게 상승하거나 더 높은 수준의 고칼슘혈증 환자들은 복통, 뼈통증, 혼란, 우울증, 약화, 신장결석, 또 심정지를 포함한 부정맥 등의 증상을 경험할 수 있다.
대부분의 경우 일차성 부갑상샘 기능항진증이나 암으로 인해 기인한다. 그 밖에 유육종증, 결핵, 페제트 병, 다발성 내분비종양증(MEN), 비타민 D 중독, 가족성 저칼슘뇨 고칼슘혈증, 또 리튬 및 히드로클로로티아지드와 같은 특정 약물을 포함한다. 진단 시에는 보정 칼슘이나 이온화된 칼슘 수준을 측정하여 1주일 후에 확인을 거치는 것이 일반적이다. 심전도(ECG)에서 특정한 변화가 관찰될 수 있다.
치료에는 기반이 되는 원인의 치료를 포함하여 수액, 푸로세미드, 칼시토닌, 파미드로네이트를 포함할 수 있다. 푸로세미드의 증거는 그러나 충분치 않다. 매우 높은 수준의 고칼슘혈증 환자들은 입원이 필요할 수 있다. 기타 치료에 반응하지 않는 환자에게는 혈액 투석이 사용될 수 있다. 이는 비타민 D 독성 스테로이드 환자에게 유용할 수 있다. 고칼슘혈증은 상대적으로 흔히 관찰된다. 일차성 부갑상샘 기능항진증은 7천 명의 환자 중 1~7명 꼴로 발생하며 고칼슘혈증 환자는 암 환자들 가운데 약 2.7%에서 발생한다.

## 같이 보기
- 저칼슘혈증
- 수분-전해질 불균형